# Jan R. Krause
Jan R. Krause  (* 2. Juni 1969 in Hamburg) ist Professor für Architektur Media Management AMM an der Hochschule Bochum, Gründungsdirektor des Berliner Büros office for architectural thinking, Architekturvermittler und Autor zahlreicher Publikationen über Architektur und Architekturkommunikation.

## Leben
Jan R. Krause studierte Architektur an der TU Braunschweig (1988–1993, 1995–1996), ETH Zürich (1993–1994), TU Wien (1994–95) und Internationales Management an der Vlerick Management School (2007–2008) in Leuven-Gent. Nach dem Studium absolvierte er ein Volontariat bei den Architekturfachzeitschriften AIT und XIA mit begleitender Ausbildung an der Journalisten-Akademie Baden-Württemberg in Stuttgart und arbeitete dreieinhalb Jahre als Redakteur (1996–2000). Anschließend war er 15 Jahre lang Marketingleiter der Eternit AG (2000–2014) in Berlin und Leiter der Eternit Akademie (2008–2014) in Heidelberg. Im Anschluss leitete er vier Jahre lang das internationale Strategische Marketing der Sto SE & Co. KGaA (2014–2018) in Stühlingen. Seit 2018 konzipiert er mit seinem office for architectural thinking in Berlin Kommunikationsstrategien und Weiterbildungsprogramme für Architekten, Kulturinstitutionen, Bauindustrie, Verbände und Politik. 2021 gründete er das Job-Portal ofat-recruiting zur Vermittlung von Kommunikationsprofis der Baubranche. Er moderiert internationale Architekturkonferenzen, leitet Partizipationsverfahren in Schulbau und Quartiersentwicklung und engagiert sich in Jurys von Architekturwettbewerben und Corporate Design Awards. Seit 2005 setzt sich Krause als Mitglied des Deutschen Werkbund e. V. ein für eine Ästhetik der Nachhaltigkeit in Architektur und Kommunikation. 2006 bis 2009 war er Vorstandsvorsitzender des Werkbund Berlin e. V., seit 2021 ist er Vorstandsmitglied des DWB e. V., seit 22. April 2023 1. Vorsitzender.

## Lehre und Forschung
2003 wurde Krause als Professor für Architekturkommunikation an die Hochschule Bochum berufen. Seitdem leitet er den Masterstudiengang Architektur Media Management AMM. In Lehre und Forschung widmet er sich aktuellen Formaten der Architekturvermittlung wie Journalismus, Videopublizistik, Exhibition Design, Partizipation und KI. Die in den Masterthesen untersuchten Forschungsfragen reichen von neuen Wegen der Architekturkommunikation in Zeiten digitaler Transformation bis zum Wandel in Material- und Kommunikationskultur unter dem Aspekt von Nachhaltigkeit, Zirkularität und Künstlicher Intelligenz. Mit dem jährlich stattfindenden AMM-Symposium veranstaltet Krause seit 2002 Konferenzen, Ausstellungen und Think Tanks zu aktuellen Fragen aus Architektur und Medienkommunikation.

## Mitgliedschaften
- Arbeitskreis Baufachpresse
- Beiratsmitglied der Schulbaukonferenz
- Bund Deutscher Architekten BDA
- Deutscher Journalisten Verband DJV
- Deutscher Werkbund
- Förderverein Bundesstiftung Baukultur
- Hochschullehrerbund
- Übersee-Club Hamburg

## Publikationen (Auswahl)
- Bluebox Bochum 19 20 21. Jan R. Krause (Red.-Ltg.), ISBN 978-3-00-070974-6
- BEH3D: Bornheim Eternit Hanfeld. 2010. Deutscher Werkbund Berlin e.V. und Jan R. Krause (Hrsg. und Autor), ISBN 978-3-7828-0523-0
- Architekturvermittlung. Ein Lesebuch. 2009. Jan R Krause (Hrsg.), ISBN 978-3-7828-0520-9
- Unter die Leute gehen: 100 Jahre Deutscher Werkbund. Eine Standortbestimmung. 2008. Deutscher Werkbund Berlin e.V. und Jan R. Krause (Hrsg. und Autor), ISBN 978-3-929273-69-4
- Faserzement – Technologie und Entwurf. 2006. Jan R Krause (Hrsg. und Autor), ISBN 978-3-7643-7590-4
- Julius Posener – Werk und Wirkung. 2005. Deutscher Werkbund Berlin e.V. und Jan R. Krause (Hrsg. und Autor), ISBN 978-3-929273-56-4
- Die klima-aktive Fassade. 2000. Dietmar Danner, Friedrich H. Dassler und Jan R. Krause (Hrsg.), ISBN 978-3-87422-635-6